# Lijn 14 (metro van Shanghai)
Lijn 14 is een lijn van de metro van Shanghai. De lijn loopt van west naar oost en door het stadscentrum, van Fengbang in het zuidoosten van het stadsdeel Jiading naar Guiqiao Road in het noorden van het stadsdeel Pudong, via onder meer Caoyang Road, Jing'an Temple, South Huangpi Road, Lujiazui en Pudong Avenue. De lijn heeft stations met directe overstapmogelijkheden naar in totaal dertien andere metrolijnen. Omdat lijn 14 enkele van de dichtst-bevolkte gebieden van Shanghai bedient en een hulplijn is voor lijn 2, waar op twee stations naar overgestapt kan worden, wordt een hoog aantal passagiers verwacht voor de lijn. Om die reden wordt op de lijn van bij opening gereden met treinstellen samengesteld uit acht wagons van de A-klasse, zoals deze ook in gebruik zijn op de lijnen 1 en 2. De lijn maakt gebruik van een automatisch treinbesturingssysteem dat gezamenlijk is ontwikkeld door de Thales Groep en Shanghai Electric. Het is de vijfde lijn van de metro van Shanghai die volledig automatisch wordt bediend en opereert zonder treinbestuurders, na (in chronologische volgorde) lijn 10, de Pujiang Line, lijn 18 en lijn 15.
De lijn werd ingehuldigd op 30 december 2021. Het traject is 38,2 km lang en bedient 31 stations, waarvan een enkel station, Longju Road, nog niet open is voor het publiek door een dispuut met grondrechten op de bovengrondse ontsluiting van het metrostation. De lijn heeft overstapmogelijkheden met de metrolijnen 1, 2, 3, 4, 6, 7, 8, 9, 11, 15 en 18.
Voorbereidend onderzoek van bodem en omgevingsfactoren werd aangevat op 2 januari 2014. Op 29 november 2014 begon men aan de bouw van de lijn, met werkzaamheden in Pudong New Area. De planning voorzag dat de lijn in 2020 kon geopend worden, maar de bouw liep vertraging op en de opening werd uitgesteld tot eind 2021.

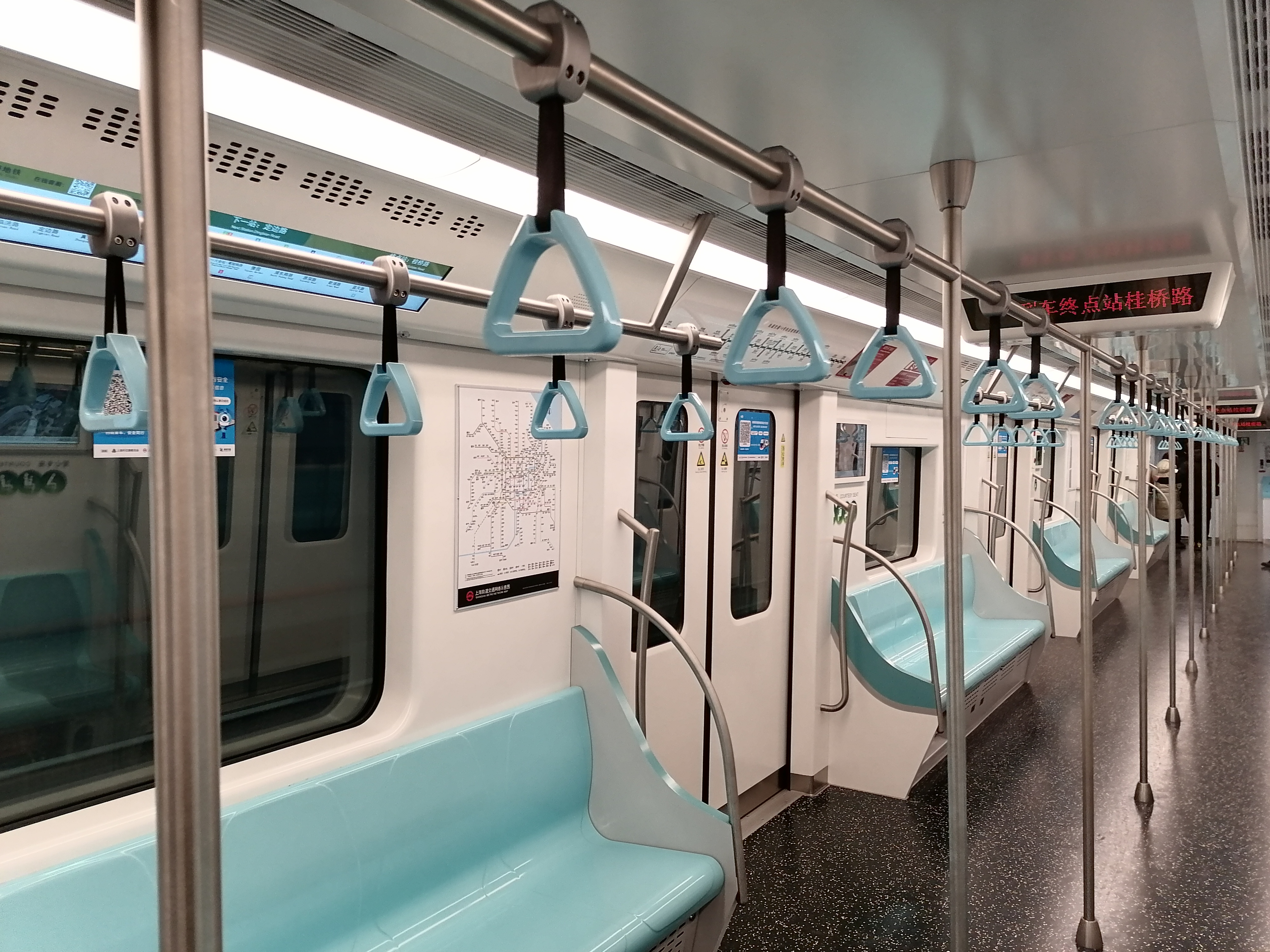
Het interieur van een metrostel van lijn 14